# Bannykus
Bannykus war eine Alvarezsauriden-Gattung aus der unteren Kreidezeit von China. Einzige Art ist Bannykus wulatensis.

## Beschreibung
Bannykus wulatensis ist durch einen partiell erhaltenen Holotyp bekannt, dessen Gewicht auf 24 kg geschätzt wird. Basierend auf einer histologischen Analyse wird das Alter des Exemplars auf acht Jahre geschätzt, womit es vermutlich nicht erwachsen wurde. Das Material umschließt den Großteil des Skeletts. Die erhaltenen Schädelmerkmale haben mehr mit späteren Alvarezsauriden wie Shuvuuia als mit älteren Gattungen wie Haplocheirus oder Xiyunykus gemeinsam. Bannykus stellt zusammen mit dem gleichzeitig beschriebenen Xiyunykus eine wichtige Mosaikform in der Evolution der Alvarezsauria dar. Ältere Gattungen wie der oberjurassische Haplocheirus verfügen über lange Arme mit Krallen, die zum Greifen geeignet waren. Später Gattungen aus der oberen Kreidezeit haben jedoch stärker spezialisierte Vordergliedmaßen, welche westlich kürzer sind und nur über eine Kralle verfügen. Die Vorderarme von Bannykus sind kürzer als die von Alvarezsauriern aus dem Oberjura, aber länger als die von Alvarezsauriern aus der Oberkreide. Die Vorderarme verfügen über einen verlängerten Daumen während alle andere Finger verkürzt sind, was zeigt, dass sie die Greiffunktion bereits verloren haben.

## Fundort
Fossiles Material des Holotypus von B. wulatensis wurde in der Bayin-Gobi-Formation gefunden, welche in der Inneren Mongolei (China) liegt. Somit stammt Bannykus wie alle anderen bekannten Alvarezsaurier aus dem Oberjura oder der Unterkreide aus Asien, was den Schluss nahelegt, dass die Gruppe von dort ihren Ursprung nahm. Laut einer phylogenetischen Analyse ist das Erscheinen von Alvarezsauria-Arten in anderen Kontinenten ein Resultat von Ausbreitung anstatt von allopatrischer Artbildung wie zuvor vermutet.

## Systematik
Der Beschreibung von Bannykus und Xiyunykus liegt eine phylogenetische Analyse bei. Ihr Status als Mosaikformen bestätigt die Inklusion von Haplocheirus in die Gruppe Alvarezsauria. Innerhalb der Gruppe ist Xiyunykus am nächsten mit Tugulusaurus verwandt, während Bannykus näher mit den Alvarezsauriden als mit Xiyunykus verwandt ist. Die Analyse bestätigt eine basale Position von Alvarezsauria innerhalb von Maniraptora.
Die Analyse zeigt auch, dass die Evolution von Alvarezsauriern auf eine modulare Weise verlief. Die vorderen Teile des Skeletts wurden früher modifiziert als die hinteren.